# Marefa
 (février 2023).
Marefa (en arabe : المعرفة ; littéralement « savoir ») est un projet encyclopédique en langue arabe, en ligne et sans but lucratif, qui utilise le système wiki pour fournir des ressources encyclopédiques similaires à celles de Wikipédia. Il a été mis en place par Nayel Shafei le 16 février 2007. Ce ensemble comprend aussi des projets complémentaires : manuscrits, sources, ouvrages en collaboration, forums, espace de blog, comptes de courriel et bibliothèque multimédia.
En septembre 2007, Marefa a reçu du gouvernement indien 25 000 manuscrits et livres anciens, images d'ouvrages numérisés provenant de l'université Osmania d'Hyderabad, en Inde. Ces livres sont en arabe, persan et turc ottoman. Marefa commença immédiatement la publication électronique de ces ouvrages et les rendit accessibles gratuitement.

## Multimédia
En plus d'articles et manuscrits originaux, Marefa offre une grande quantité de ressources multimédia. Sur la page d'accueil, on peut lire des nouvelles d'actualité provenant du monde entier. Marefa a récemment ajouté une bibliothèque vidéo où les visiteurs peuvent voir des vidéos mis en ligne par les administrateurs ou les visiteurs.
Au printemps 2009, Marefa a commencé à offrir chaque semaine des conférences en ligne. Les membres et les visiteurs venus du monde entier peuvent y discuter de questions d'intérêt en connectant leur webcam Chaque semaine, un conférencier est invité à parler de son domaine d'expertise. Parmi les sujets traités, il y a eu notamment le mouvement sécessionniste au Yémen, les élections nationales de 2009 en Iran et les origines de la crise actuelle en Somalie.

## Relation avec Wikipédia
Le fondateur de Marefa, Nayel Shafei, a contribué en 2005-06 à de nombreux articles de la version arabe de Wikipédia. Estimant avoir été victime d'une prise de contrôle de celle-ci qui a culminé en le bannissant, il décida de fonder Marefa.
Marefa a commencé avec du contenu provenant de diverses sources en libre accès, incluant Wikipédia. Marefa utilise souvent comme matériau de base du contenu provenant de sites anglais et arabes, mais y ajoute des détails, des sources, des images, du multimédia et des commentaires qu'on ne trouve pas sur la Wikipédia en arabe. Les articles de Marefa sont en arabe, mais sont aussi parfois accompagnés de liens multilingues menant à des versions de Wikipédia.